# Komtur
Komtur je hodnost uvnitř rytířského řádu.
Komtur byl velitelem komendy, základní správní jednotky Státu německých rytířů v Prusku. Velel prokurátorům, kteří vedli každý nejméně 12 řádových bratří. Jeho nadřízeným, který vládl provincii, byl baili nebo zemský komtur (Landkomtur, commendator provincialis)
V německy mluvících zemích je komtur (nebo komandér) označení řádového stupně státních vyznamenání, obvykle nad důstojníkem a pod velkodůstojníkem či velkokřížem.
Velekomtur (Großkomtur) je jedním z nejvyšších hodnostářů rytířského řádu, odpovědným za administrativu. Tato funkce (stejně jako mj. funkce velmistra, hlavy řádu) je doposud zachována v Suverénním řádu maltézských rytířů, který byl jako stát uznán celou řadou zemí, mimo jiné Českou republikou. Spolu s dalšími čtyřmi hodnostáři je členem Velké rady. Jeho pozice je podobná premiérovi a ministrovi vnitra u jiných států. Zastupuje velmistra, v době míru se zabýval správou zbrojnic a v čase války se staral o armádní logistiku. Byl jedním ze dvou úředníků, kteří měli kromě velmistra klíč od pokladnice s řádovou pečetí. Jeho zástupcem byl vicekomtur, taktéž zvaný malý komtur.